# Bank of America Tower (Tampa)
Bank of America Tower (dawniej: Barnett Plaza) – wieżowiec w Tampa, w stanie Floryda, w Stanach Zjednoczonych, o wysokości 176 m. Budynek został otwarty w 1986 i liczy 42 kondygnacje. Elewacja wykonana jest z białego hiszpańskiego marmuru. Budynek posiada ponad 72 tys. m² powierzchni biurowej i 1260 miejsc parkingowych. Na placu przed budynkiem znajduje się rzeźba autorstwa Charlesa O. Perry’ego.

## Rozbicie samolotu Cessna 172
5 stycznia 2002 piętnastoletni uczeń Charles J. Bishop ukradł samolot Cessna 172, na którym odbywał szkolenia i rozbił się o budynek Bank of America Tower, na wysokości pomiędzy 28 i 29 piętrem. Bishop zginął na miejscu, ponadto zniszczeniu uległo jedno z pomieszczeń biurowych. Nie było innych ofiar. Bishop zostawił list, w którym powoływał się na Osamę bin Ladena i oświadczył, że działa w imieniu Al-Kaidy. Ostatecznie nie znaleziono żadnych innych dowodów na to, aby Bishop był powiązany z jakąkolwiek organizacją terrorystyczną i uznano, że zamiarem Bishopa było popełnienie samobójstwa.
Matka i babcia Bishopa pozwały firmę Hoffmann-La Roche produkującą lek na trądzik o nazwie Accutane, ponieważ według nich lek wywoływał skutki uboczne w postaci depresji i zachowań samobójczych, co miało być przyczyną działań Charlesa Bishopa. Ostatecznie pozew został wycofany.